# Lazi (Philippines)
Pour les articles homonymes, voir Lazi.
Lazi est une municipalité des Philippines située dans le sud de la province de Siquijor, sur l'île du même nom. L'église de Lazi (en), construite en 1884 dans le style néo-classique, est classée comme « trésor culturel national » par le musée national des Philippines.

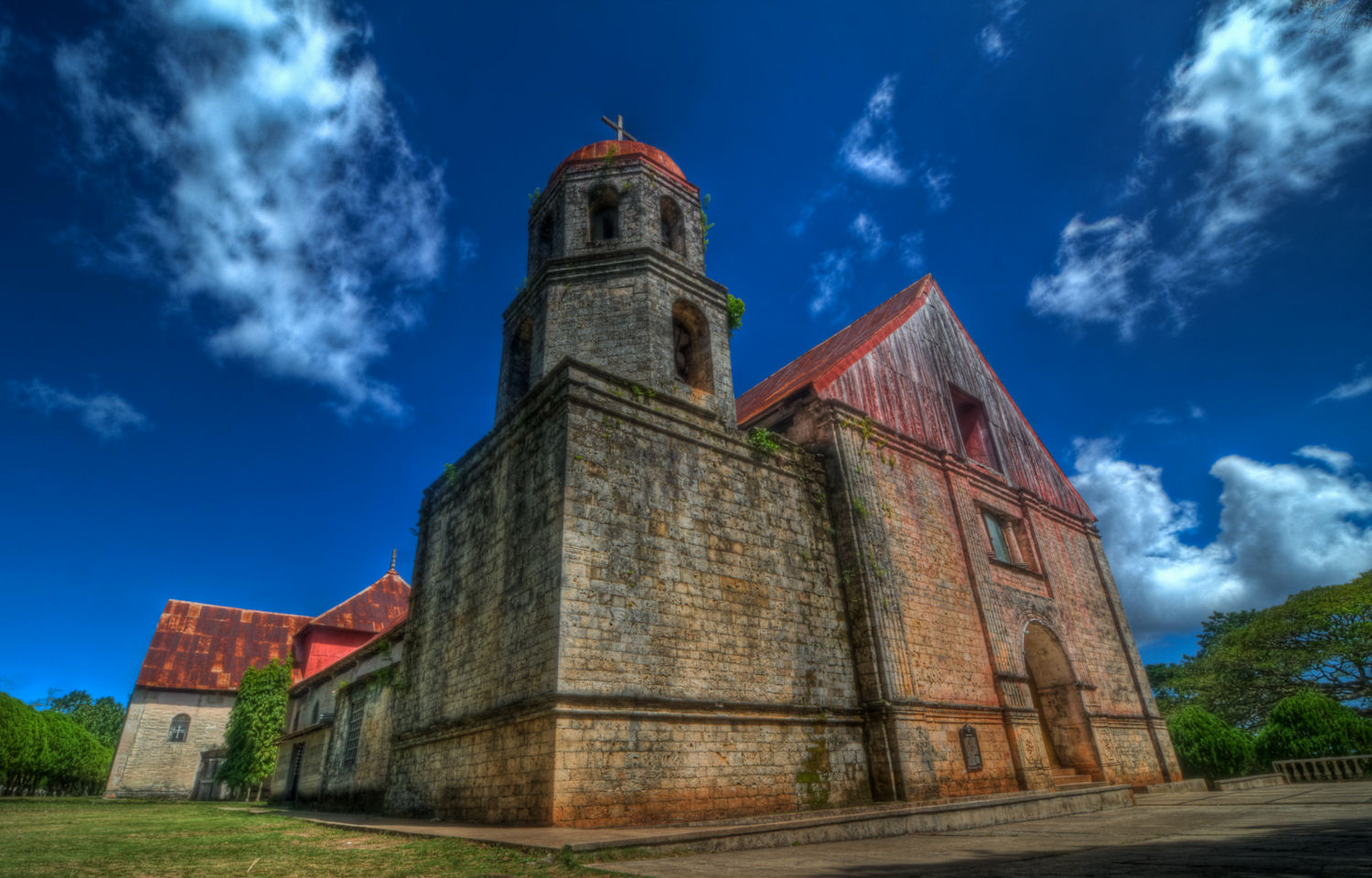
L'.

## Subdivisions
La municipalité est divisée en 14 barangays (districts) :
- Campalanas
- Cangclaran
- Cangomantong
- Capalasanan
- Catamboan (Pob.)
- Gabayan
- Kimba
- Kinamandagan
- Lower Cabangcalan
- Nagerong
- Po-o
- Simacolong
- Tagmanocan
- Talayong
- Tigbawan (Pob.)
- Tignao
- Upper Cabangcalan
- Ytaya